# (1980) Тескатлипока
(1980) Тескатлипока (исп. Anza) — околоземный астероид из группы Амура (II), который принадлежит к светлому спектральному классу S. Он был открыт 19 июня 1950 года американскими астрономами Альбертом Уилсоном и Оке Валленквистом в Паломарской обсерватории и назван в честь одного из главных божеств индейцев майя и ацтеков, бога Тескатлипока.

Орбита астероида Тескатлипока и его положение в Солнечной системе
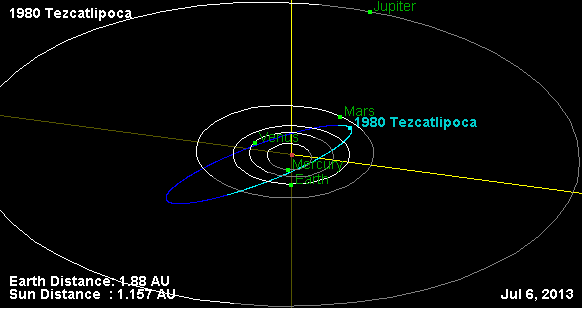
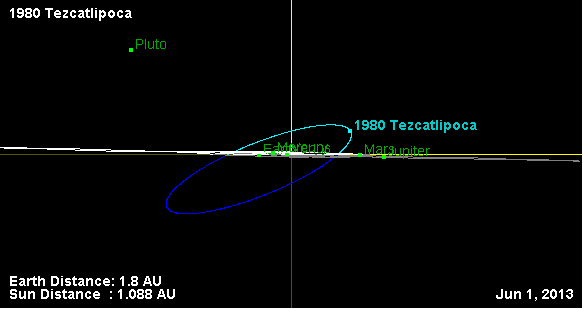
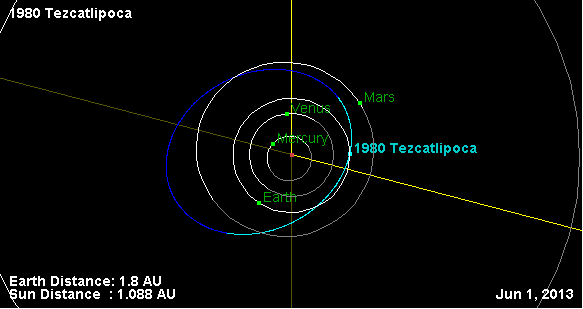